# Cratere Lug
Lug  è un cratere sulla superficie di Europa.